# بئته بیله
بئِـته کارولین بیله (دانمارکی: Beate Karoline Bille؛ زادهٔ ۱۷ نوامبر ۱۹۷۶) بازیگر اهل دانمارک بود.
از فیلم‌هایی که وی در آن نقش داشته‌است، می‌توان به قتل شبه‌عمد و فرشته شب اشاره کرد.